# Vukosavlje
Vukosavlje (en serbe cyrillique : Вукосавље) est une localité et une municipalité de Bosnie-Herzégovine située au nord de la république serbe de Bosnie. Selon les premiers résultats du recensement bosnien de 2013, la localité intra muros compte 768 habitants et la municipalité 5 426.

## Géographie
La municipalité de Vukosavlje est entourée par celles d'Odžak au nord, Šamac à l'est, Modriča au sud et Brod à l'ouest.

## Histoire
La municipalité de Vukosavlje a été créée après la guerre de Bosnie et à la suite des accords de Dayton sur le territoire de l'ancienne municipalité d'Odžak, le reste de la municipalité d'avant-guerre étant actuellement située dans la fédération de Bosnie-et-Herzégovine.

## Localités

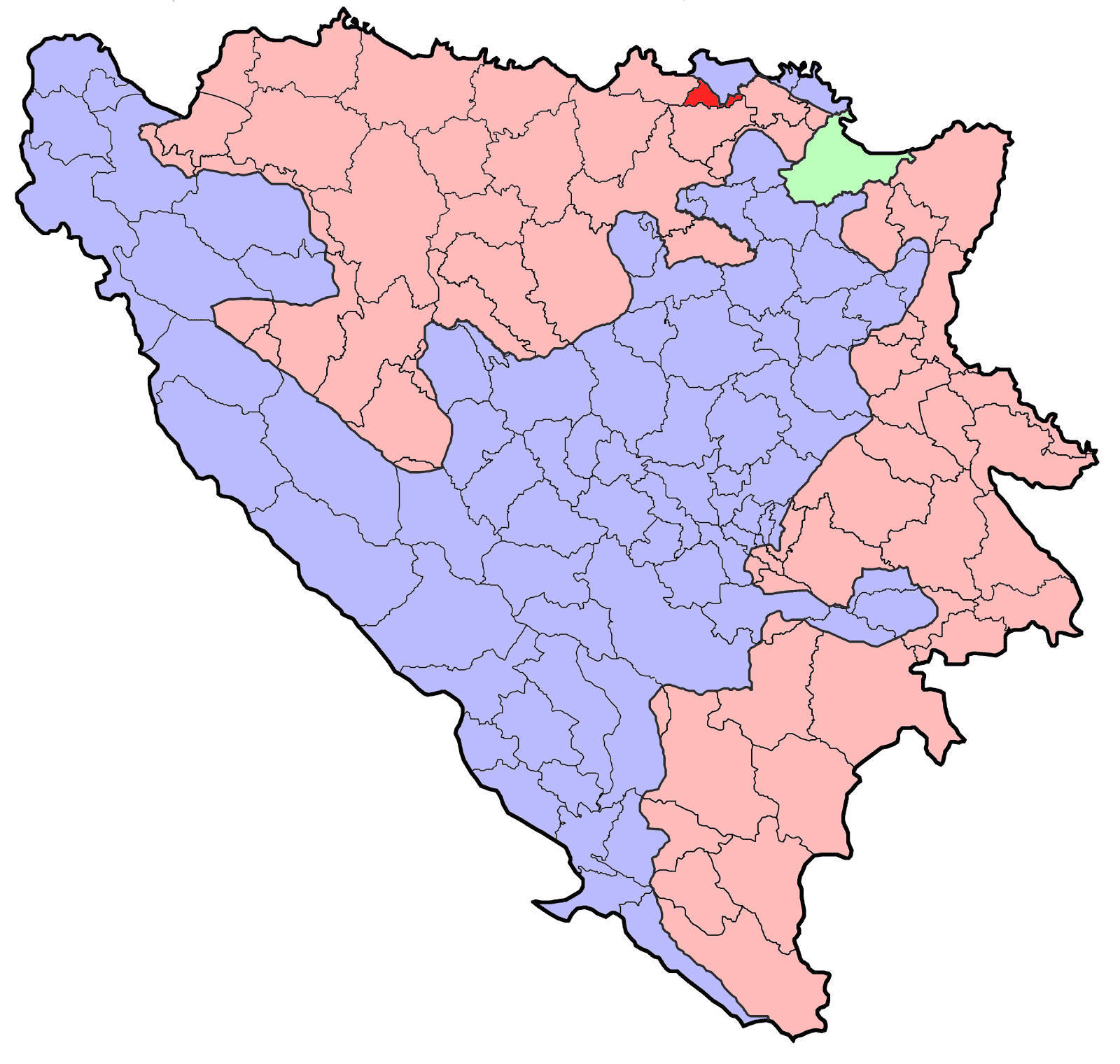
Localisation de la municipalité de Vukosavlje en Bosnie-Herzégovine

La municipalité de Vukosavlje compte 13 localités :
| - Ada - Gnionica - Jakeš - Jezero - Jošavica - Kaluđer - Modrički Lug | - Novo Selo - Pećnik - Potočani - Srnava - Vrbovac - Vukosavlje |